# Chef Stockholm HB
Chef Stockholm HB är ett handelsbolag baserat i Stockholm som ger ut tidningen Chef (tidskrift).
Chef Stockholm HB ägs av Ledarna.
Förutom att ge ut tidningen Chef anordnar företaget även utbildningar för chefer på olika nivåer, samt diverse evenemang, bland annat Stora Chefsdagen i oktober och Chefgalan (tidigare Kompetensgalan) i mars.

### Fotnoter
1. ↑  Chef: Utbildningar Arkiverad 9 oktober 2012 hämtat från the Wayback Machine.